# Mistrzostwa Świata w Gimnastyce Artystycznej 1969
4. Mistrzostwa Świata w Gimnastyce Artystycznej odbyły się w dniach 27-29 września 1969 roku w Warnie. Wszystkie konkurencje zakończyły się wygraną zawodniczek ze Związku Radzieckiego bądź Bułgarii. Poza tym, jeden brązowy medal zdobyła drużyna Czechosłowacka. Polskę reprezentowały trzy zawodniczki: siedemnasta w wieloboju Grażyna Bojańska, 28. Dorota Trafankowska i 29. Alina Bosko. W konkursie drużynowym wywalczyły one przedostatnie, piętnaste miejsce.

## Tabela medalowa
| Miejsce | Państwo        | Złoto | Srebro | Brąz | Razem |
| ------- | -------------- | ----- | ------ | ---- | ----- |
| 1       | Bułgaria       | 4     | 7      | 1    | 12    |
| 2       | ZSRR           | 2     | 3      | 2    | 7     |
| 3       | Korea Północna | 0     | 0      | 1    | 1     |

## Medalistki
| Konkurencja:              | Złoto:           | Srebro:                                      | Brąz:                       |
| Układy indywidualne       |                  |                                              |                             |
| wielobój indywidualnie    | Maria Gigowa     | Neczka Robewa Ljubow Sereda Galina Szugurowa |                             |
| ćwiczenia wolne           | Maria Gigowa     | Neczka Robewa Roumiana Stephanowa            |                             |
| ćwiczenia z obręczą       | Maria Gigowa     | Neczka Robewa                                | Ljubow Sereda               |
| ćwiczenia ze skakanką     | Galina Szugurowa | Maria Gigowa                                 | Neczka Robewa Ljubow Sereda |
| ćwiczenia z piłką         | Galina Szugurowa | Maria Gigowa Ljubow Sereda                   |                             |
| Drużynowe układy zbiorowe |                  |                                              |                             |
| Konkurs drużynowy         | Bułgaria         | ZSRR                                         | Czechosłowacja              |